# Cinquième rapport d'évaluation du GIEC
Le cinquième rapport d'évaluation du GIEC (Fifth Assessment Report, AR5) du Groupe d'experts intergouvernemental sur l'évolution du climat (GIEC) des Nations unies est paru en 2014. Il est suivi du sixième rapport d'évaluation en 2023.
Comme les précédents, il est rédigé grâce à l'implication d'experts du changement climatique représentant toutes les disciplines concernées et avec le concours des utilisateurs des rapports, notamment les représentants des gouvernements. Les gouvernements et organisations impliqués dans le précédent rapport ont été sollicités pour communiquer leurs commentaires et leurs observations, lesquels ont été analysés par les rédacteurs. Le rapport est présenté par étapes, en commençant par le rapport du groupe de travail sur les éléments scientifiques, fondé sur 9 200 études examinées par des pairs,. Le Résumé pour les décideurs est publié le 27 septembre 2013 pour le premier, le 31 mars 2014 pour le second, intitulé Incidences, adaptation et vulnérabilité et le 14 avril 2014 pour le troisième, intitulé L'atténuation du changement climatique. Le rapport de synthèse est publié le 2 novembre 2014, à temps pour alimenter en informations la Conférence de Paris de 2015 sur les changements climatiques (la « COP21 »).

## Vue d'ensemble
Répartition des émissions mondiales de gaz à effet de serre en 2010 (Giec, 2014)
- Production d'électricité et de chaleur (25 %)
- Agriculture, foresterie et autres affectations des terres (24 %)
- Industrie (21 %)
- Transports (14 %)
- Autres secteurs énergétiques (9,6 %)
- Bâtiments (6,4 %)

Le cinquième rapport est constitué de trois rapports rédigés par trois groupes de travail et d'un rapport de synthèse. Le rapport du premier groupe de travail est publié en 2013, suivi des autres publications en 2014.
- Groupe de travail I : Éléments scientifiques[7] – 27 septembre 2013, résumés (version française)
- Groupe de travail II : Incidences, adaptation et vulnérabilité – 31 mars 2014, résumés (version française)
- Groupe de travail III : L'atténuation du changement climatique – 15 avril 2014, résumés (version française)
- Rapport de synthèse – 2 novembre 2014 (version française)

Il propose une mise à jour des savoirs concernant les aspects scientifiques, techniques et économiques du réchauffement climatique.
Plus de 800 auteurs, sélectionnés parmi 3 000, ont participé à la rédaction. De nombreuses réunions et ateliers de travail ont été tenus sous la direction des rédacteurs principaux ; le calendrier en a été publié.
Le 14 décembre 2012, des versions de travail du rapport du groupe I fuitent sur internet. Le résumé pour les décideurs est publié le 27 septembre 2013. Halldór Thorgeirsson, un employé des Nations unies, avertit que, dans la mesure où les grandes entreprises sont engagées dans le déni du réchauffement climatique, il faut se préparer à une publicité négative ; il déclare : « Les intérêts particuliers paient pour discréditer les scientifiques tout le temps. Nous devons être prêts pour cela ».
À l'occasion de la finalisation du rapport sur les éléments scientifiques, le secrétaire général des Nations unies, Ban Ki-moon, s'adresse au GIEC, à Stockholm, le 27 septembre 2013, en disant : « le réchauffement est là. Nous devons agir. » Jennifer Morgan, du World Resources Institute déclare : « Espérons que le GIEC inspire les décideurs, depuis la mère de famille jusqu'au dirigeant d'entreprise, du maire au chef d'État ».
Le secrétaire d'État américain, John Kerry, réagit à la publication du rapport, déclarant : « C'est encore un appel à se réveiller ; ceux qui nient les faits scientifiques ou qui choisissent des excuses plutôt que des actions jouent avec le feu ».

## Auteurs
Le GIEC a été créé en 1988 par l'Organisation météorologique mondiale (OMM) et le Programme des Nations unies pour l'environnement (PNUE) pour évaluer les informations scientifiques, techniques et socio-économiques concernant le changement climatique, ses effets potentiels et les options d'adaptation et d'atténuation.
En mars 2010, le GIEC reçoit environ 3 000 candidatures d'experts venant du monde entier. À la réunion du bureau du GIEC, à Genève, les 19 et 20 mai 2010, les trois groupes de travail présentent les auteurs choisis et les réviseurs pour la rédaction du cinquième rapport. Chacun des spécialistes, des scientifiques et des experts est nommé selon les procédures du GIEC, par les représentants nationaux du GIEC, par les observateurs agréés des organisations parties prenantes ou par le bureau lui-même. Le groupe reçoit moitié plus de candidatures pour participer au cinquième rapport qu'il en avait reçu pour la rédaction du quatrième. Au total, 559 auteurs et réviseurs avaient été choisis pour le quatrième rapport, parmi 2 000 candidatures. Le 23 juin, le GIEC annonce la liste finale des auteurs et coordinateurs retenus, comprenant 831 experts représentant des disciplines telles que la météorologie, la physique, l'océanographie, les statistiques, l'ingénierie, l'écologie, les sciences sociales et l'économie. Par rapport au quatrième rapport, le nombre des représentants des pays en développement augmente, reflétant l'effort pour couvrir l'ensemble des régions de la planète dans le cinquième rapport. Environ 30 % des auteurs viennent de pays en développement. Plus de 60 % des experts sont nouveaux, apportant des savoirs et des perspectives nouvelles.

## Principaux enseignements

### Contributions du groupe de travail I
Le texte du rapport du groupe de travail I Changement climatique 2013 : les éléments scientifiques (Climate Change 2013: The Physical Science Basis) est connu[Comment ?] le 30 septembre 2013. Il fait 2 000 pages et s'appuie sur 9 200 publications scientifiques. Le texte est rendu disponible en ligne en janvier 2014 et publié sous format papier par les Cambridge University Press la même année.

#### Résumé pour les décideurs
Une version abrégée (Summary for Policymakers, i.e. Résumé pour les décideurs) du rapport du groupe I est publié le 27 septembre 2013. Le niveau de confiance à l'égard de chaque constatation est évalué sur une échelle qualitative allant de « très faible » à « très élevé » et, lorsque c'est possible, de manière quantitative, allant de « extrêmement improbable » à « presque certain », sur la foi des analyses statistiques et du jugement des experts.
| Terme                                                            | Probabilité de l'évènement |
| ---------------------------------------------------------------- | -------------------------- |
| Virtually certain (quasiment certain)                            | probabilité 99/100         |
| Extremely likely (extrêmement probable)                          | probabilité 95/100         |
| Very likely (très probable)                                      | probabilité 90/100         |
| Likely (probable)                                                | probabilité 66/100         |
| More likely than not (plus probable qu'improbable)               | probabilité 50/100         |
| About as likely as not (à peu près aussi probable qu’improbable) | probabilité 33 à 66/100    |
| Unlikely (improbable)                                            | probabilité 0 à 33/100     |
| Very unlikely (très improbable)                                  | probabilité 0 à 10/100     |
| Extremely unlikely (extrêmement improbable)                      | probabilité 0 à 5/100      |
| Exceptionally unlikely (exceptionnellement improbable)           | probabilité 0 à 1/100      |

##### Globalement
Le réchauffement de l'atmosphère et du système océanique est sans équivoque. Bon nombre des effets connexes, comme la variation du niveau de la mer (parmi d'autres paramètres), se sont produits depuis 1950 à un rythme sans précédent dans les données historiques.
Il y a une influence humaine évidente sur le climat.
Il est extrêmement probable que l'influence humaine soit la cause dominante du réchauffement observé depuis 1950, le niveau de confiance à ce sujet ayant augmenté depuis le quatrième rapport d'évaluation du GIEC.
Le GIEC souligne que plus nous attendons pour réduire nos émissions, plus elles deviennent coûteuses.

##### Données chiffrées historiques concernant le climat
Il est « probable » que la période 1983-2013 est la période de trente ans la plus chaude depuis 1 400 ans.
Il est « presque certain » que la couche supérieure des océans s'est réchauffée entre 1971 et 2010. Ce réchauffement, avec un haut niveau de confiance, représente 90 % de l'accumulation d'énergie entre 1971 et 2010.
On peut dire avec un « haut degré de confiance » que la calotte polaire du Groenland et de l'antarctique ont régressé au cours des deux dernières décennies (précédant la date du rapport) et que la glace de mer arctique et la couverture de neige printanière de l'hémisphère Nord ont continué à diminuer en surface.
Il existe un « haut degré de confiance » quant au fait que l'élévation du niveau de la mer depuis le milieu du XIXe siècle a été plus importante que l'élévation moyenne du niveau de la mer durant les deux millénaires précédents.
La concentration des gaz à effet de serre dans l'atmosphère est à un niveau jamais atteint depuis 800 000 ans.
Par rapport à 1750, le forçage radiatif total de la Terre est positif, et le facteur le plus important qui l'explique est l'augmentation de la concentration atmosphérique en CO2.

##### Modèles
Le cinquième rapport du GIEC repose sur le « projet d'intercomparaison des modèles couplés », phase 5 (CMIP5), un projet international d'élaboration d'un modèle climatique mondial. La plupart des simulations évoquées dans le cinquième rapport sont basées sur le modèle CMIP5 et l'Earth system science, avec des concentrations en CO2 de 421 ppm (RCP2.6), 538 ppm (RCP4.5), 670 ppm (RCP6.0) et 936 ppm (RCP8.5) en 2100.
Les modèles climatiques ont été améliorés depuis le précédent rapport.
Les résultats modélisés, ainsi que les observations, donnent de meilleures certitudes quant à l'ampleur du réchauffement de la planète en réponse au forçage passé et futur.

##### Projections
Le réchauffement se poursuivra si les émissions de gaz à effet de serre continuent.
L'augmentation de la température de la surface du globe d'ici la fin du XXIe siècle va « probablement » dépasser 1,5 °C par rapport à la période de 1850 à 1900 dans la plupart des scénarios, et « probablement » dépasser 2,0 °C dans plusieurs scénarios.
Le cycle de l'eau va changer, avec une augmentation des disparités entre régions sèches et régions humide ainsi qu'entre saisons sèches et saisons humides, avec des exceptions régionales.
Les océans vont continuer à se réchauffer et, lorsque le réchauffement atteindra les couches profondes, cela affectera les schémas de circulation.
La diminution de la couverture de glace de mer dans l'Arctique, de la couverture de neige printanière dans l'hémisphère Nord et du volume global des glaciers sont « très probables ».
L'augmentation du niveau des mers continuera à un rythme « très probablement » supérieur à celui des quatre décennies qui précèdent la date du rapport.
Les changements climatiques causeront une augmentation du taux de production de CO2. L'absorption accrue du CO2 par les océans augmentera leur acidité.
Les futures températures de surface dépendent largement de l'accumulation antérieure du CO2, ce qui signifie que le changement climatique se poursuivra même si les émissions de CO2 cessent.
Le résumé détaille aussi les prévisions de réchauffement et les impacts climatiques en fonction des différents scénarios. Comparativement au précédent rapport, les limites inférieures de la sensibilité du système climatique aux émissions de gaz à effet de serre ont été légèrement abaissées, bien que les projections concernant l'augmentation de la température moyenne mondiale (par rapport aux niveaux préindustriels) en 2100 dépassent 1,5 °C dans tous les scénarios,.

## Fiabilité
Les modélisations climatiques utilisées pour le cinquième rapport, notamment les effets de l'augmentation de la concentration des gaz à effet de serre, sont différentes de celles utilisées pour le précédent. Au lieu de se fonder sur les scénarios du Rapport spécial du GIEC sur les scénarios d'émissions, datant de 2000, elles utilisent les scénarios RCP (Representative Concentration Pathway).